# Nagelsti
Nagelsti är en ort på ön Lolland i Danmark.   Den ligger i Guldborgsunds kommun och Region Själland, i den sydöstra delen av landet, 110 km söder om Köpenhamn. Nagelsti ligger 4 meter över havet och antalet invånare är 516. Närmaste större samhälle är Nykøbing Falster, 3 km nordost om Nagelsti. I omgivningarna runt Nagelsti växer i huvudsak blandskog.